# Liste der Kulturgüter in Presinge
Die Liste der Kulturgüter in Presinge enthält alle Objekte in der Gemeinde Presinge im Kanton Genf, die gemäss der Haager Konvention zum Schutz von Kulturgut bei bewaffneten Konflikten, dem Bundesgesetz vom 20. Juni 2014 über den Schutz der Kulturgüter bei bewaffneten Konflikten sowie der Verordnung vom 29. Oktober 2014 über den Schutz der Kulturgüter bei bewaffneten Konflikten unter Schutz stehen.
Objekte der Kategorie A sind im Gemeindegebiet nicht ausgewiesen, Objekte der Kategorie B sind vollständig in der Liste enthalten, Objekte der Kategorie C fehlen zurzeit (Stand: 13. Oktober 2021).

## Kulturgüter
| Foto |                                                              | Objekt                                                 | Kat. | Typ | Standort                                   | Beschreibung |
| ---- | ------------------------------------------------------------ | ------------------------------------------------------ | ---- | --- | ------------------------------------------ | ------------ |
| ja   | Datei hochladen · Wikidata zu Kirche Saint-Félix (Q29711462) | Kirche Saint-Félix / Église Saint-Félix KGS-Nr.: 11824 | B    | G   | Route de la Louvière 12 508677 / 119303    |              |
| BW   | Datei hochladen · Wikidata zu Abtei Presinge (Q29711448)     | Abtei Presinge / Abbaye de Presinge KGS-Nr.: 11826     | B    | G   | Chemin du Pré-Rojoux 21–25 508254 / 119550 |              |